# Informationsöverbelastning
Informationsöverbelastning är stress som uppstår när för mycket information är tillgänglig på samma gång. Detta kan i sin tur leda till att den drabbade inte kan genomföra sina uppgifter då det blir svårt för denne att överblicka informationen. Relaterande ord till ämnet är information pollution och info-obesity (skrivs som infobesity). Definitionen förekommer i olika sammanhang och discipliner, såsom hälsa- och sjukvård, företag samt inom IT-relaterade yrken, eller yrken där informationssystem används.